# ソユーズTM-5
ソユーズTM-5は、ロシアの宇宙ステーションミールへの5回目の長期滞在である。

## 乗組員
打上げ時:
- アナトリー・ソロフィエフ (1)
- ヴィクトル・サヴィヌイフ (3)
- アレクサンドル・アレクサンドロフ (1) - ブルガリア

帰還時:
- ウラジーミル・リャホフ (3)
- アブドゥルアフド・ムハンマド (1) - アフガニスタン

## ミッションハイライト
ソユーズTM-5は、1988年6月7日に打ち上げられ、ブルガリア2人目の宇宙飛行士アレクサンドル・アレクサンドロフを運んで6月9日にミールに到着した。彼は、ロシアの宇宙ステーションに到着した最初のブルガリア人だった。（1979年にグレゴリー・イワノフがソユーズ33号でサリュート6号への到着に失敗した時には、バックアップだった）。Rozhen astronomical experimentの照明条件の調節のため、打上げは当初の予定よりも2週間遅れた。9月5日、TM-6号で到着したウラジーミル・リャホフとアブドゥルアフド・ムハンマドは帰還のためミールを離れた。彼らは軌道モジュールを放棄し、軌道離脱の燃焼の準備をした。しかし、宇宙飛行士にもコロリョフ市のツープにも知らされず、ガイダンスコンピュータは6月からブルガリアのミッションのため、ドッキングソフトウェアに使われていた。赤外線水平センサーが適切な高度を確認できなかったため、軌道離脱の燃焼は予定された時刻に起こらなかった。予定より7分後、センサーは適切な高度に達したことを確認し、メインエンジンに点火されたが、リャホフは3秒後にそれを中止した。3時間後の2度目の点火は6秒しか続かなかった。リャホフはすぐに手動での軌道離脱を試みたが、60秒後にコンピュータはエンジンを停止した。
James Obergの著書Secrets of Soyuzによると、2度目の点火の試みの際に自動降下プログラムを再スタートさせるために、リャホフは1度目の中断を無視するようコンピュータを設定した。そのため、1度目の点火が成功であったように進行し、宇宙船は通常の再突入軌道に入ることができた。
9月7日に、大気圏再突入が成功した。この後ソビエトは、ソユーズフェリー飛行でやっていたように、軌道離脱の燃焼が終わるまで軌道モジュールを残しておくようになった。